# Уорд, Тейлор
Джозеф Тейлор Уорд (англ. Joseph Taylor Ward, 14 декабря 1993, Дейтон, Огайо) — американский бейсболист, игрок третьей базы и аутфилдер клуба Главной лиги бейсбола «Лос-Анджелес Энджелс».

## Биография

### Ранние годы и студенческая карьера
Тейлор Уорд родился 14 декабря 1993 года в Дейтоне. Один из троих детей в семье Джо и Саманты Уордов. Учился в школе Шэдоу-Хиллс в Индио в Калифорнии. Уорд играл за её бейсбольную команду, дважды включался в символическую сборную звёзд Лиги де Анза, признавался самым ценным её игроком. На драфте Главной лиги бейсбола 2012 года он был выбран клубом «Тампа-Бэй Рейс», но подписывать контракт не стал и поступил в Калифорнийский университет во Фресно. Тейлор стал первым выпускником школы, получившим спортивную стипендию в программе I дивизиона NCAA.
В 2013 году Уорд дебютировал в турнире NCAA, сыграв в 47 матчах с показателем отбивания 19,5 %. Во втором сезоне он стал одним из трёх игроков команды, сыгравших в стартовом составе во всех 57 матчах. По итогам турнира он был включён во вторую символическую сборную конференции Маунтин Вест на позиции кэтчера. Летом 2014 года Уорд принимал участие в играх студенческой сборной США. В 2015 году он вышел на поле в 59 играх «Фресно Стейт Буллдогс», его показатель отбивания по итогам сезона составил 30,4 %. На драфте Главной лиги бейсбола 2015 года он был выбран клубом «Лос-Анджелес Энджелс» в первом раунде под общим 26 номером. В июне Уорд подписал контракт, получив бонус в размере 1,67 млн долларов.

### Профессиональная карьера
В профессиональном бейсболе Уорд дебютировал в 2015 году, суммарно сыграв 56 матчей за «Орем Оулз» и «Берлингтон Биз». В 49 из этих игр он был кэтчером стартового состава, допустив всего четыре ошибки и 29 раз предотвратив кражу базы соперником. Показатель отбивания Тейлора по итогам сезона составил 34,8 %. В 2016 году он был основным кэтчером клуба «Инланд Эмпайр Сиксти Сиксерс». Его эффективность на бите снизилась до 24,9 %, но Тейлор подтвердил свою репутацию надёжного защитника, допустив лишь пять ошибок в 90 сыгранных матчах. Весной 2017 года он получил приглашение на сборы с основным составом «Энджелс». В регулярном чемпионате он сыграл 87 матчей за «Сиксти Сиксерс» и «Мобил Бэйбеарс». Весной 2018 года руководство клуба приняло решение перевести Уорда с позиции кэтчера на третью базу.
В сезоне 2018 года Уорд играл на двух уровнях младших лиг за «Мобил» и «Солт-Лейк Биз», где отбивал с эффективностью 34,9 %. В августе он был вызван в основной состав «Энджелс» и дебютировал в Главной лиге бейсбола. В заключительной серии регулярного чемпионата он отметился двумя выбитыми хоум-ранами. В 2019 году он сыграл за «Лос-Анджелес» в 20 матчах, большую часть сезона проведя на уровне AAA-лиги. В 106 играх за «Солт-Лейк Биз» он отбивал с показателем 30,6 %, выбив 27 хоум-ранов и набрав 71 RBI. В сокращённом сезоне 2020 года Тейлор сыграл за «Энджелс» в 34 матчах на третьей базе, а также в аутфилде. Его эффективность на бите в этих играх составила 27,7 %. Весной 2021 года тренерский штаб команды задействовал его и как кэтчера, стремясь повысить его универсальность.